# Зауралово
Зауралово — деревня  в Чебаркульском районе Челябинской области России. Входит в состав Филимоновского сельского поселения.

## География
Деревня находится в центральной части Челябинской области, в лесостепной зоне, на берегах реки Увелька.

## История
В 1963 году указом Президиума Верховного Совета РСФСР деревня Мельниково-Зауралово переименована в Зауралово.

## Население
| 2002 | 2010 |
| ---- | ---- |
| 277  | ↘221 |

## Известные уроженцы
- Орлов, Борис Николаевич (1925— 1996) — советский русский писатель, поэт. Участник Великой Отечественной войны.